# جيسي أوهارا
جيسي أوهارا (بالإنجليزية: Jesse O'Hara)‏ هو سياسي أمريكي، ولد في 15 نوفمبر 1943. حزبياً، نشط في الحزب الجمهوري. وقد انتخب عضو مجلس نواب مونتانا.